# Герман (византийский полководец)
Герман (умер в 604 году) — византийский военачальник начала VII века, командовавший армией на раннем этапе Ирано-византийской войны 602—628 годов. Погиб в бою при Константине.

## Биография
О ранних годах Германа нет никаких известий. В 588 году он был избран военными в качестве командующего во время армейского мятежа, сменив на этом посту полководца Приска. Несмотря на восстановление дисциплины в армии и победу над иранским войском в сражении при Мартирополе, он был осуждён военным трибуналом и приговорён к смертной казни. Однако его помиловали и наградили по воле императора Маврикия.
В 602 году Герман был назначен комендантом важной византийской крепостью Дара, расположенной на территории Двуречья. В 603 году Герман подвергся нападению одного из солдат Лилия, византийского придворного, перешедшего на сторону персов. Он получил ранение, но выжил.
В конце 603 года византийский командующий восточными частями Нарсес, оставшийся верным Маврикию после его гибели, восстал против императора Фоки. По приказу Фоки Герман осадил Нарсеса в Эдессе. Однако на помощь к восставшим подошло войско шахиншаха Хосрова II, стремившегося вернуть утраченные земли и отомстить за своего союзника Маврикия. Герман решил дать отпор персам и встретил их у города Константина. В последовавшей за этим битве его армия была разбита, а сам генерал получил тяжёлые ранения и умер через несколько дней.